# Prothylacinus

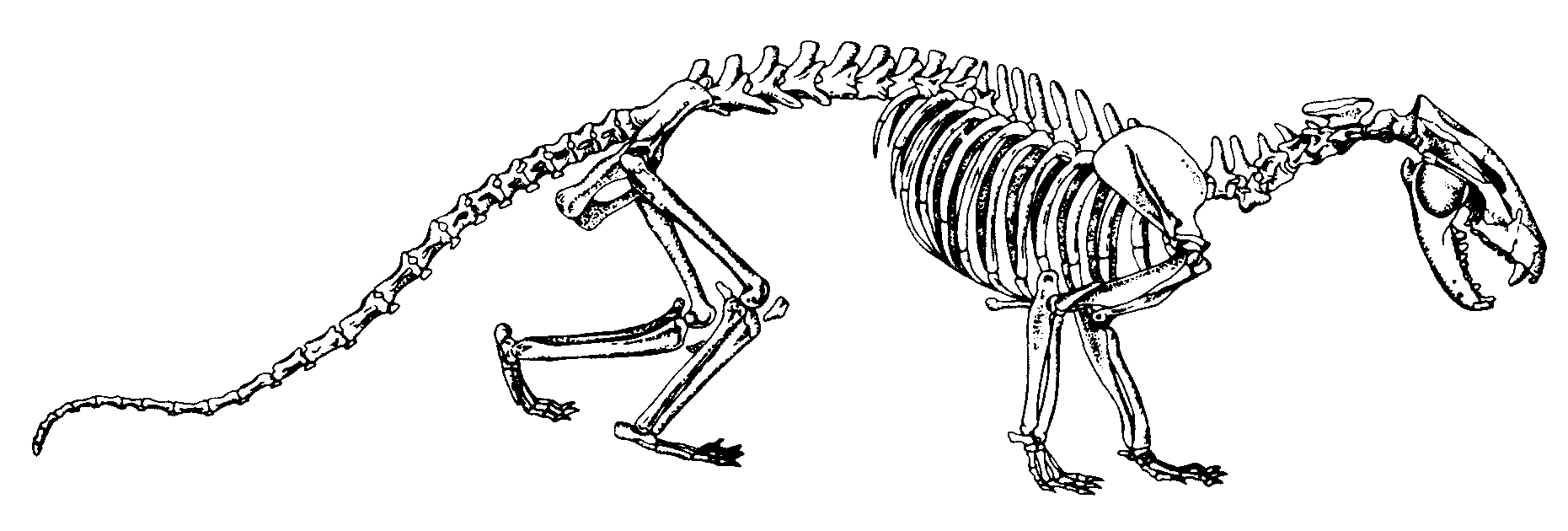
Скелет

Prothylacinus — вимерлий рід південноамериканських метатерій, що жив у ранньому міоцені.

## Розповсюдження
Скам'янілості Prothylacinus були знайдені у фризькій формації Ріо-Фріас у Чилі та формації Сантакруціан Санта-Крус в Аргентині.